# Edi Ott
Edi Ott, all'anagrafe di Milano come Edoardo Pichler Ott (Milano, 22 maggio 1889 – ...), è stato un calciatore svizzero, di ruolo centrocampista.
Aveva la doppia cittadinanza italiana e svizzera ed è per questo motivo che sulle liste di leva dell'Archivio di Stato di Milano è esonerato ad effettuare il servizio di leva obbligatorio per l'Italia.

## Carriera
Fece parte della rosa del Milan per due stagioni, la 1909-10 e la 1911-12, collezionando complessivamente 4 presenze in Prima Categoria senza mai segnare. Ha inoltre giocato un campionato di massima serie anche nella Racing Libertas.